# Neratius Priscus
Neratius Priscus (1. század – 2. század) római jogtudós

## Élete
Traianus és Hadrianus korában élt, több jelentős állami tisztséget is viselt. Kora egyik jelentős jogtudósa volt, több jogi munka is köthető a nevéhez. Műveiből semmi sem maradt fenn.